# Бой под Стоком
Бой под Стоком (пол. Bitwa pod Stokiem) — сражение, произошедшее 22 апреля (4 мая) — 23 апреля (5 мая) 1863 год между эскадроном российских правительственных войск под командованием майора Констанция Рынажевского и капитана Тихомирова, и польскими повстанцами из отряда майора Игнатия Мыстковского. Является частью Январского восстания.

## Бой
В ночь с 22 апреля (4 мая) на 23 апреля (5 мая) 1863 года повстанческий отряд под командованием Игнатия Мыстковского, общим числом от 900 до 1200 человек, на лесной дороге устроил засаду на эскадрон русских в числе около 40 кавалеристов под командованием майора Константина Рынаржевского. В ходе ожесточенной перестрелки отряд русских был полностью разгромлен, потеряв 32 человека убитыми и 8 ранеными, включая обоих командиров, которые были взяты в плен. 
Позже Рынаржевский перешел на сторону мятежников, а Тихомиров был отпущен под слово больше не участвовать в боевых действиях. Хотя повстанцы потеряли в бою 6 человек убитыми и 14 ранеными, но захватили значительные трофеи из ружей, револьверов, патронов и пороха.